# Lijst van gemeenten in het departement Tarn-et-Garonne
Hieronder volgt een lijst van de 195 gemeenten (communes) in het Franse departement Tarn-et-Garonne (departement 82).

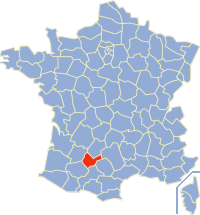
Situering van het departement Tarn-et-Garonne in Frankrijk

## A
Albefeuille-Lagarde
- Albias
- Angeville
- Asques
- Aucamville
- Auterive
- Auty
- Auvillar

## B
Balignac
- Bardigues
- Barry-d'Islemade
- Les Barthes
- Beaumont-de-Lomagne
- Beaupuy
- Belbèze-en-Lomagne
- Belvèze
- Bessens
- Bioule
- Boudou
- Bouillac
- Bouloc
- Bourg-de-Visa
- Bourret
- Brassac
- Bressols
- Bruniquel

## C
Campsas
- Canals
- Castanet
- Castelferrus
- Castelmayran
- Castelsagrat
- Castelsarrasin
- Castéra-Bouzet
- Caumont
- Le Causé
- Caussade
- Caylus
- Cayrac
- Cayriech
- Cazals
- Cazes-Mondenard
- Comberouger
- Corbarieu
- Cordes-Tolosannes
- Coutures
- Cumont

## D
Dieupentale
- Donzac
- Dunes
- Durfort-Lacapelette

## E
Escatalens
- Escazeaux
- Espalais
- Esparsac
- Espinas

## F
Fabas
- Fajolles
- Faudoas
- Fauroux
- Féneyrols
- Finhan

## G
Garganvillar
- Gariès
- Gasques
- Génébrières
- Gensac
- Gimat
- Ginals
- Glatens
- Goas
- Golfech
- Goudourville
- Gramont
- Grisolles

## H
L'Honor-de-Cos

## L
Labarthe
- Labastide-de-Penne
- Labastide-Saint-Pierre
- Labastide-du-Temple
- Labourgade
- Lacapelle-Livron
- Lachapelle
- Lacour
- Lacourt-Saint-Pierre
- Lafitte
- Lafrançaise
- Laguépie
- Lamagistère
- Lamothe-Capdeville
- Lamothe-Cumont
- Lapenche
- Larrazet
- Lauzerte
- Lavaurette
- La Ville-Dieu-du-Temple
- Lavit
- Léojac
- Lizac
- Loze

## M
Malause
- Mansonville
- Marignac
- Marsac
- Mas-Grenier
- Maubec
- Maumusson
- Meauzac
- Merles
- Mirabel
- Miramont-de-Quercy
- Moissac
- Molières
- Monbéqui
- Monclar-de-Quercy
- Montagudet
- Montaigu-de-Quercy
- Montaïn
- Montalzat
- Montastruc
- Montauban
- Montbarla
- Montbartier
- Montbeton
- Montech
- Monteils
- Montesquieu
- Montfermier
- Montgaillard
- Montjoi
- Montpezat-de-Quercy
- Montricoux
- Mouillac

## N
Nègrepelisse
- Nohic

## O
Orgueil

## P
Parisot
- Perville
- Le Pin
- Piquecos
- Pommevic
- Pompignan
- Poupas
- Puycornet
- Puygaillard-de-Quercy
- Puygaillard-de-Lomagne
- Puylagarde
- Puylaroque

## R
Réalville
- Reyniès
- Roquecor

## S
Saint-Aignan
- Saint-Amans-du-Pech
- Saint-Amans-de-Pellagal
- Saint-Antonin-Noble-Val
- Saint-Arroumex
- Saint-Beauzeil
- Saint-Cirice
- Saint-Cirq
- Saint-Clair
- Saint-Étienne-de-Tulmont
- Saint-Georges
- Saint-Jean-du-Bouzet
- Sainte-Juliette
- Saint-Loup
- Saint-Michel
- Saint-Nauphary
- Saint-Nazaire-de-Valentane
- Saint-Nicolas-de-la-Grave
- Saint-Paul-d'Espis
- Saint-Porquier
- Saint-Projet
- Saint-Sardos
- Saint-Vincent
- Saint-Vincent-Lespinasse
- La Salvetat-Belmontet
- Sauveterre
- Savenès
- Septfonds
- Sérignac
- Sistels

## T
Touffailles
- Tréjouls

## V
Vaïssac
- Valeilles
- Valence
- Varen
- Varennes
- Vazerac
- Verdun-sur-Garonne
- Verfeil
- Verlhac-Tescou
- Vigueron
- La Ville-Dieu-du-Temple
- Villebrumier
- Villemade